# Десницкий, Сергей Глебович
Серге́й Гле́бович Десни́цкий (род. 4 апреля 1941, Горький) — советский и российский актёр театра и кино, театральный режиссёр; Заслуженный артист РСФСР (1989).

## Биография
В 1962 году окончил Школу-студию МХАТ, курс Г. Герасимова и А. Карева. В 1964 году был принят в труппу Художественного театра.
В качестве режиссёра-ассистента Сергей Десницкий участвовал в постановках Бориса Ливанова, а в дальнейшем — Олега Ефремова. После раскола МХАТа в 1987 году стал актёром МХТ им. Чехова.
В 1990 году вместе с женой, актрисой Еленой Кондратовой (Десницкой) организовал собственную антрепризу, поставил три дуэтных спектакля: «Дама с собачкой» А. Чехова, «В Париже» И. Бунина и «Мастер и Маргарита» М. Булгакова.
С 1991 года — актёр московского театра «У Никитских ворот». В 1997 году вернулся в МХТ имени Чехова, играет графа Орсини и барона Ван Свитена в спектакле «Амадей».
С января 1999 года возглавляет Мемориальный Чеховский театр в Мелихове.

### Семья
- Первая жена — Светлана Степановна Десницкая (1940—2009).
  - Сын — Андрей[3] (род. 1968);
    - внучка Анна (род. 1987), иллюстратор
      - правнук Борис (род. 2012)
      - правнучка Нина
      - правнучка Александра

    - внучка Дарья (род. 1991), актриса театра "Апарте"
    - внук Сергей (род. 1999).

- Вторая жена — актриса Елена Кондратова.
  - Дочь — Вера (род. 1982), окончила Школу-студию МХАТ, с 2004 года актриса Театра «У Никитских ворот»;
    - внучка: Александра Сарайкина (род. 2013)

  - Дочь — Любовь (род. 1986);
    - внук Тимофей (род. 2010);
    - внучка Варвара (род. 2012).

## Творчество

### Театральные работы
- «Мария Стюарт» Ф. Шиллера — Бергойн, врач Марии
- «Шестое июля» — Карелин
- «Варвары» — Монахов
- 1973 — «Старый Новый год» М. Рощина — Тесть, Иван Адамыч
- «Три сестры» А. П. Чехова — Тузенбах Николай Львович, барон, поручик
- 1981 — «Так победим!» М. Шатрова — советский дипломат
- 1981 — «Тартюф» Мольера — Клеант, брат Эльмиры
- 1981 — «Возчик Геншель» Г. Гауптмана; постановка: В. П. Салюка — Вермельскирх
- 1983 — «Амадей» П. Шеффера; постановка М. Розовского — граф Франц Орсини Розенберг
- «Московский xор» — Станислав Геннадьевич
- «Нули» — Мужчина, Адвокат
- «Учитель словесности» — Директор гимназии
- «Тутиш» — Сайфулло

антреприза
- «Дама с собачкой» А. Чехова
- «В Париже» И. Бунина
- «Мастер и Маргарита» М. Булгакова

### Работы на телевидении
- 1971 — Что делать? (телеспектакль) — Кирсанов
- 1972 — Былое и думы (телеспектакль)
- 1987 — Мораль Леонардо (телеспектакль) — Гейзенберг
- 1995 — Сон доктора Чехова (телеспектакль)
- 1996 — Мастер и Маргарита (телеспектакль)
- 1999 — Два Набоковых (телеспектакль)

### Фильмография
- 2006 — Потерянные в раю
- 2002 — Маска и душа — Савва Иванович Мамонтов
- 2001 — Блюстители порока — инспектор
- 1996 — Ветер над городом — актер Зингаро
- 1992 — Раскол — Витте
- 1992 — Слеза Князя тьмы (Эстония, Польша, Россия) — директор отеля
- 1991 — Любимчик — Григорьев
- 1991 — И возвращается ветер… — Черкасов
- 1990 — Война на западном направлении — Гарри Гопкинс
- 1988 — Большая игра / Press center / Голямата игра (СССР, Болгария) — директор ЦРУ
- 1988 — Государственная граница. На дальнем пограничье — Блейк
- 1987 — Акция — Вирт
- 1987 — Заклятие долины змей / Klątwa Doliny Węży (Польша, СССР) — Андрей Бутурлин
- 1986 — Я сделал все, что мог — Богородицкий, полковник
- 1985 — Площадь Восстания
- 1984 — Наследство — знакомый Варвары
- 1983 — Завещание профессора Доуэля — полицейский врач Вернер (нет в титрах)
- 1983 — Лунная радуга — начальник группы «Мангуста»
- 1981 — Звездопад — военврач
- 1981 — Долгий путь в лабиринте — Кузьмич
- 1981 — 20 декабря — консул Локкарт
- 1980 — Этот фантастический мир. Выпуск 4 «Аэлита» — инженер Владислав Сергеевич Лось
- 1980 — Большая — малая война — Слащёв
- 1980 — Атланты и кариатиды — артист МХАТа
- 1979 — Тяжёлая вода — Борис Антонович Галаев, старпом, капитан второго ранга
- 1979 — Поэма о крыльях — Сухой
- 1978 — Дознание пилота Пиркса / Test pilota Pirxa (СССР, Польша) — Пиркс (озвучил Феликс Яворский)
- 1978 — Лекарство против страха — Владимир Лыжин
- 1978 — Кентавры — член правительства
- 1976 — Сибирь — Прохоров
- 1975 — Ральф, здравствуй! (киноальманах) — отец Мити
- 1974 — Выбор цели — Анатолий Изотов, сотрудник Курчатова
- 1973 — Старая крепость — Валерьян Дмитриевич Лазарев
- 1972 — День за днём — Фомич, зять дяди Юры
- 1971 — Умеете ли вы жить? — Дмитрий Сергеевич Танцюра, главный инженер завода
- 1970 — Сердце России — Виктор Павлович Ногин, председатель московского комитета (МК) большевиков
- 1969 — Шестое июля — член ЦК партии левых эсеров
- 1968 — Эксперимент доктора Абста — Кирилл Карцов, советский моряк
- 1964 — Именем революции — Ярцев